# Gilbertsville (Nowy Jork)
Gilbertsville – wieś w Stanach Zjednoczonych, w stanie Nowy Jork, w hrabstwie Otsego.